# Третья Мещанская
«Третья Мещанская» («Любовь втроём») — советская мелодрама 1927 года, режиссёра Абрама Роома.

## Сюжет
Годы НЭПа. Из провинции в Москву приезжает печатник Владимир и временно поселяется в комнате своего фронтового друга Николая на 3-й Мещанской улице. Людмила, жена хозяина, увлекается гостем, который с ней, в отличие от мужа, очень любезен. Она не скрывает от Николая своей привязанности к Владимиру — и теперь они будут жить втроём… Отношения между троими запутываются. Через некоторое время выясняется, что Людмила ждёт ребенка, и непонятно, кто же его отец. В конце концов Людмила бросает мужчин в квартире, садится в поезд и уезжает из Москвы.

## Подготовка к съёмкам
Во время обеда в столовой кинофабрики на Потылихе сценарист Виктор Шкловский рассказал Роому сюжет для небольшого сценария. До этого этот же сюжет Шкловский предлагал режиссёру Юрию Таричу, но тот его не взял.
Шкловский почерпнул историю на страницах «Комсомольской правды». Газета рассказала, как в родильный дом к молодой матери пришли два отца её новорождённого сына, потому что она одновременно была женой обоих. Герои публикации были молодые люди, комсомольцы, рабфаковцы. Они называли это любовью втроём, заявляя, что любовь комсомольцев не знает ревности.
Абрам Матвеевич Роом почувствовал, что в этом сюжете есть простор для актёров. Сценарий писался сначала в Москве. Но закончить его не успели: Роом срочно выехал в Крым на съёмки документального фильма «Евреи на земле». Режиссёрский сценарий о любви втроём был написан им в скором поезде Москва-Севастополь. Причём из-за тесноты Роом работал стоя.

## В ролях
- Николай Баталов — Николай
- Людмила Семёнова — Людмила
- Владимир Фогель — Владимир
- Мария Яроцкая — медсестра
- Леонид Юренев — дворник
- Елена Соколова
- Борис Шлихтинг — эпизод (нет в титрах)

## Съёмочная группа
- Авторы сценария: Абрам Роом и Виктор Шкловский
- Режиссёр: Абрам Роом
- Операторы: Григорий Гибер, Дмитрий Фельдман[1]
- Художники-постановщики: Василий Рахальс и Сергей Юткевич

На Западе фильм шёл в прокате под названием «Трое в подвале» («Подвалы Москвы»), в Германии — «Кровать и софа» («Диван и софа»). Сценариста Виктора Шкловского упрекали в том, что он проявил бестактность по отношению к Владимиру Маяковскому и Брикам, которых он хорошо знал и использовал в качестве прототипов героев фильма.
В 2007 году на Московском книжном фестивале в ЦДХ впервые был представлен новый саундтрек к фильму, написанный и озвученный Псоем Короленко. После этого музыкант неоднократно выступал в роли тапёра к «Третьей Мещанской», а отдельные композиции из саундтрека прочно вошли в его концертный репертуар.

## Интересный факт
В комнате на стене висит обложка журнала «Советский экран» 31-й выпуск 1926 года с изображением актрисы Мэри Пикфорд.

## Критика
В некоторых источниках фильм (как и многие другие творения Роома), где ведется повествование о совместной личной и бытовой жизни Николая и Владимира  - рассматривается критиками  в качестве одного из первых символов советского гомоэротизма в советском кинематографе.